# Komna
Komna je visoka kraška planota v Julijskih Alpah. Leži nad Bohinjsko dolino na nadmorski višini 1350 do 1700 metrov. Komno sestavljajo ledeniško oblikovane doline Zgornja Komna, Lepa Komna in Spodnja Komna, obkrožene z grebeni Julijskih Alp. Apnenčasto površje je razgibano in zakraselo. Gozd je bil v preteklosti skrčen, po opustitvi pašništva pa znova prerašča pašnike. V mrazišču Mrzla Komna na Lepi Komni je bila januarja 2009 izmerjena neuradna najnižja temperatura v Sloveniji −49 °C.
Čez planoto je v prvi svetovni vojni vodila pomembna oskrbovalna pot avstro-ogrske vojske za soško fronto na Krnu, zaradi česar so bile tedaj zgrajene številne steze in taborišče s preko 20 objekti, kot tudi tovorna žičnica. Po grebenih okrog Komne je med vojnama potekala rapalska meja med Jugoslavijo in Italijo.
Na robu Spodnje Komne na višini 1520 metrov stoji Dom na Komni. Celotna Komna je del prvega varstvenega območja Triglavskega narodnega parka.